# Cookridge

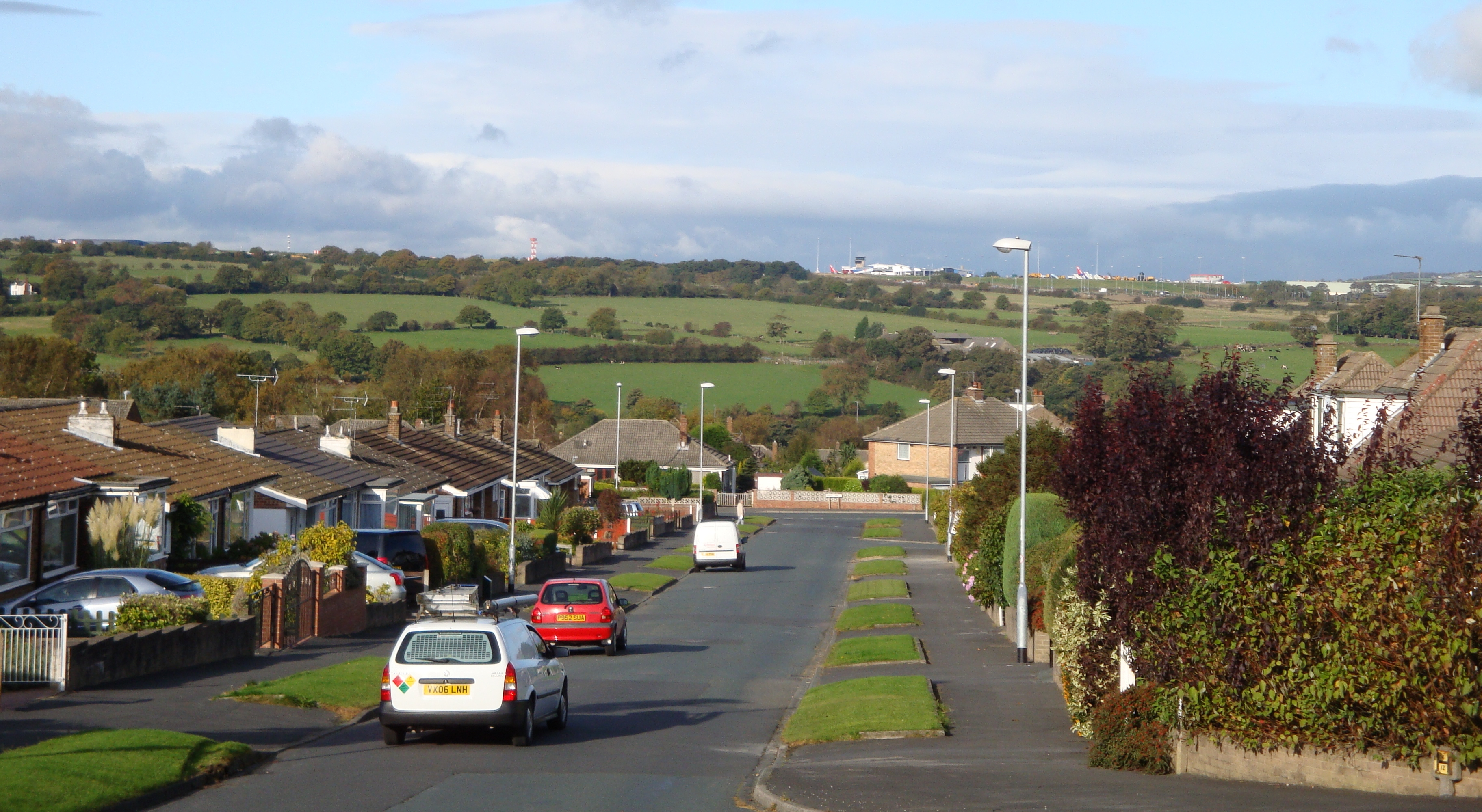
Cookridge

Cookridge  är en stadsdel i nordöstra Leeds, West Yorkshire, Storbritannien med omkring 21 000 invånare. Den har en relativt blandad bebyggelse. Området bebyggdes till större delen under 1930-talet.